# Дубініно (Бурятія)
Дубініно (рос. Дубинино) — село Кабанського району, Бурятії Росії. Входить до складу Сільського поселення Оймурське.
Населення — 337 осіб (2015 рік).